# Усадьба в Гоще
Усадьба в Гоще (пол. Zespół dworski w Goszczy ) — усадьба, которая находится в населённом пункте Гоща гмины Коцмыжув-Любожице Краковского повята Малопольского воеводства, Польша. Усадьба внесена в реестр охраняемых памятников Малопольского воеводства.
Усадьба была построена в 1849 году. Во время январского восстания с 6 по 11 марта 1863 года в усадьбе находился штаб генерала Мариана Лангевича, где он был провозглашён предводителем восстания.
В 1900 году усадьба была отремонтирована очередным собственником Зигмунтом Зубжицким.
17 февраля 1979 года усадьба была внесена в реестр охраняемых памятников Малопольского воеводства (№ А-613/M).